# Вендль, Ингрид
Ингрид Туркович-Вендль (нем. Ingrid Turković-Wendl; родилась 17 мая 1940 года в Вене, Германия) — австрийская фигуристка—одиночница, диктор на телевидении и политический деятель. Она делегат Национального совета Австрии от Австрийской народной партии с 2002 года.

## Карьера
Ингрид Вендль выигрывала чемпионат Европы по фигурному катанию в 1956 и 1958 годах, а на зимних Олимпийских играх 1956 года завоевала бронзовую медаль.
После 1958 года Вендль ушла из любительского спорта и стала выступать в профессиональных шоу «Viennese Ice Revue» и «Ice Capades». Совсем из спорта Ингрид ушла в 1971 году.
В 1972 году она начала работать на австрийском телевизионном государственном канале ORF. Там она совместно с Эммерихом Данцером  комментировала соревнования по фигурному катанию для австрийской публики вплоть до 2000 года.
В ноябре 2002 года Туркович-Вендль была избрана в Национальрат.
Она замужем за фаготистом Миланом Турковичем.

## Спортивные достижения
| Соревнования            | 1953 | 1954 | 1955 | 1956 | 1957 | 1958 |
| ----------------------- | ---- | ---- | ---- | ---- | ---- | ---- |
| Зимние Олимпийские игры |      |      |      | 3    |      |      |
| Чемпионаты мира         |      | 12   | 4    | 3    | 3    | 2    |
| Чемпионаты Европы       |      | 5    |      | 1    | 2    | 1    |
| Чемпионат Австрии       | 2    | 3    | 1    | 1    |      | 1    |